# 悲傷戀歌
《悲傷戀歌》（韓語：슬픈연가）是韓國MBC電視台於2005年1月至3月期間播放的水木連續劇，由權相佑、金喜善、延政勳、金妍珠主演。

## 劇情介紹
俊英10歲的時候，他的媽媽工作的美軍夜總會來了一個新歌手，這歌手帶來了她失明的姪女朴蕙仁，後來，俊英與蕙仁成了好朋友。7年後，俊英與蕙仁的友情漸漸變為愛情，但是，蕙仁的阿姨半夜帶她到首爾，準備和一名美國軍人結婚，搬到美國生活，並為蕙仁做手術，而俊英為了找親生父親來到首爾。臨行前，蕙仁與俊英命運般相遇，兩人承諾蕙仁恢復視力後一定要回來......
後來，俊英改名做俊奎，在首爾讀書時，因參加樂團而認識李健宇，兩人後來成了好朋友。健宇因考不到理想的大學而到美國讀書，並在美國遇上了蕙仁。蕙仁來到美國之後，她和阿姨才發現姨丈是一個身無分文的酗酒漢，更對她的阿姨拳打腳踢，後來，蕙仁與阿姨逃出來了，而惠仁在巧合下成了夜總會的歌手。在此期間，蕙仁非常思念俊英，但是她卻聽到俊英的死訊，失魂落魄的蕙仁在馬路上被健宇的車撞倒，因而認識了健宇。在健宇的幫助下，蕙仁的眼睛終於可以做手術，而兩人亦發展成一對情侶。回到韓國後，健宇介紹他的女朋友蕙仁給俊奎認識，恢復視力的蕙仁卻不認得俊英了......

## 演員陣容

### 主要人物
- 金喜善 飾 朴蕙仁（少年：金昭誾 ）（香港配音：程文意，日本配音：宮島依里）

8歲時因一場意外導致雙眼失明，即使面對淒苦的現實世界，仍舊堅強不輕易落淚。和俊英相愛，卻突然和阿姨離開家鄉，不得不離開俊英，自此斷了消息。幾年後，命中注定般兩人再次相遇，但蕙仁要前往美國治療眼睛，再次和俊英分離，赴美前，兩人舉行了只有彼此的婚禮，互許終生。之後從俊英的朋友口中得知俊英的死訊，並信以為真，加上健宇的出現，使得三人之間產生了複雜的三角關係。
- 權相佑 飾 徐俊英／崔俊奎（少年：俞承豪）香港配音：陳振安，日本配音：真殿光昭）

從年幼時期就開始學習音樂，對音樂有著與生俱來的天份。本是樂觀進取的青年，因複雜的家庭因素，使得心靈受到創傷，日漸叛逆起來，具有柔弱的感性及粗暴的男性氣質。自幼便表現出憤世妒俗的他，自從遇見蕙仁後，開始展露出內心軟弱的一面，對初戀蕙仁的感情自始至終堅定。
- 延政勳 飾 李健宇（香港配音：蘇強文，日本配音：內田夕夜）

知名企業家的獨生子，在富裕生活下成長。具正義感的熱血男孩，常用拳頭來解決問題，對他來說沒有得不到的東西。玩世不恭，對女人的一貫態度是，喜歡的時候在一起，膩了就分手。這樣的人生觀及愛情觀，在遇到蕙仁後全都改變了。
- 金妍珠 飾 車華貞（少年：高我星）（香港配音：曾佩儀，日本配音：弓場沙織）

和俊英一起長大，從小就很喜歡俊英。

### 其他人物
- 羅映姬 飾 徐香子（香港配音：盧素娟）

俊英的母親，在美軍基地做酒店生意
- 李英河 飾 崔泉一（香港配音：鄧榮銾）

俊英的父親
- MC夢 飾 張振彪（香港配音：陳卓智）

俊英的朋友
- 陳熙瓊 飾 李美淑（香港配音：黃麗芳）

蕙仁的阿姨，是酒店駐唱小姐，又名奧黛莉
- 趙卿煥 飾 李江仁（香港配音：源家祥）

健宇的父親，通信業界聞名企業家
- 李妍秀 飾 李秀芝（香港配音：沈小蘭）

健宇的姐姐，行動不便需要長坐輪椅
- 李鍾原 飾 吳相真（香港配音：潘文柏）

吳室長，跟秀芝結婚
- 李多熙 飾 江信熙（香港配音：張頌欣）
- 李美英 飾 黃敏菁（香港配音：雷碧娜）

華貞的母親，開美容院
- 河錫辰 飾 哲　洙（香港配音：黎景全）
- 金盛吳

## 其他搭配歌曲
- 台灣八大戲劇台版本
  - 主題曲：梁靜茹《可惜不是你》

## 外部連結
- 本劇韓國MBC官方網站 （页面存档备份，存于） 
- 本劇八大電視官方網站（中文）

| 韓國 MBC 水木劇                          | 韓國 MBC 水木劇                    | 韓國 MBC 水木劇 |
| ---------------------------------------- | ---------------------------------- | --------------- |
|                                          | 悲傷戀歌 （2005.1.5 - 2005.3.17）  |                 |
| 12月的熱帶夜 （2004.10.27 - 2004.12.23） | 新進社員 （2005.3.23 - 2005.5.26） |                 |

| 台灣 八大戲劇台 每週一至五22:00-23:00 | 台灣 八大戲劇台 每週一至五22:00-23:00 | 台灣 八大戲劇台 每週一至五22:00-23:00 |
| ------------------------------------- | ------------------------------------- | ------------------------------------- |
|                                       | 悲傷戀歌 （2005.9.1 ~ 2005.10.10）    |                                       |
| 玻璃畫 （2005.7.29 ~ 2005.8.31）      | 天生緣分 （2005.10.11 ~ 2005.11.7）   |                                       |

| 香港 無綫電視翡翠台 星期一至五2:15-2:45 | 香港 無綫電視翡翠台 星期一至五2:15-2:45 | 香港 無綫電視翡翠台 星期一至五2:15-2:45 |
| --------------------------------------- | --------------------------------------- | --------------------------------------- |
|                                         | 悲傷戀歌                                |                                         |
| 楊貴妃 （2007.5.2 - 2007.6.26）         | 真情                                    |                                         |